# Musschemig
Musschemig is een buurt in de wijk Schandelen-Grasbroek in de Nederlandse gemeente Heerlen. De buurt ligt ten noordwesten van het stadscentrum. Aan de zuidwestzijde wordt de buurt begrensd door de Kloosterweg, aan de noordzijde door de Wickraderweg en aan de oostzijde door de Sittarderweg.
In het noorden ligt de buurt Beersdal, in het oosten de buurt Grasbroek, in het zuiden de buurt Hoppersgraaf en in het westen Zeswegen.
In de wijk stond de Martelaren-van-Gorcumkerk.
Stadsdelen: Heerlerbaan · Heerlerheide · Heerlen-Stad · Hoensbroek

Wijken: Aarveld-Bekkerveld · De Beitel · Caumerveld-Douve Weien · Eikenderveld · Heerlen-Centrum · Heerlerbaan-Oost · Heerlerbaan-West · Passart · De Hei · Heksenberg · Hoensbroek-De Dem · De Koumen · Maria-Gewanden-Terschuren · Mariarade · Meezenbroek-Schaesbergerveld · Molenberg · Nieuw Lotbroek · Rennemig-Beersdal · Schandelen-Grasbroek · Vrieheide-De Stack · Welten-Benzenrade · Woonboulevard-Ten Esschen · Zeswegen-Nieuw Husken

Buurtschappen en gehuchten: De Euren · Heihoven · Imstenrade · Schurenberg · Terschuren

Limburg: Steden en dorpen      Nederland: Provincies · Gemeenten